# Німецька імміграція в Пуерто-Рико
Німецька імміграція до Пуерто-Рико почалася на початку 19 століття і продовжувала збільшуватися, коли німецькі бізнесмени іммігрували та осіли на острові зі своїми родинами.
Однак саме економічна та політична ситуація в Європі на початку 19 століття, а також той факт, що іспанська корона повторно видала Королівський указ про благодаті (Real Cédula de Gracias), який тепер дозволяв іммігрувати на острів європейцям не іспанського походження, найбільше сприяли імміграції сотень німецьких сімей до Пуерто-Ріко в пошуках кращого життя.
Пуерто-Ріко було передано Іспанією Сполученим Штатам згідно з умовами Паризького договору 1898 року, який завершив іспано-американську війну, після чого США створили там військові бази.
Багато солдатів німецько-американського походження, дислокованих на острові, зустрічаючи пуерториканців німецького походження, швидко встановлювали з ними соціальний контакт. Не дивно, що багато з них залишилися на острові і одружилися з місцевими сім'ями,  створюваних десятиліттями після їхнього прибуття з Німеччини.
Після прийняття Закону Джонса 1917 року пуерторіканців можна було призвати на службу в Збройні сили Сполучених Штатів. У результаті пуерториканці воювали в Німеччині під час Другої світової війни і з тих пір служать на військових об’єктах США у згаданій країні.
Багато з цих солдатів одружилися з німкенями, які зрештою переїхали на острів зі своїми сім’ями. Пуерториканці німецького походження відзначилися в різних сферах, серед яких наука, бізнес і військова справа.

## Рання німецька імміграція
За словами професора Урсули Шмідт-Акоста, німецькі іммігранти прибули до Пуерто-Ріко з Кюрасао та Австрії на початку 19 століття. Багато з цих ранніх німецьких іммігрантів заснували склади та підприємства в прибережних містах Фахардо, Арройо, Понсе, Маягуес, Кабо Рохо та Агуаділья . Однією з причин, чому ці бізнесмени облаштувалися на острові, було те, що Німеччина здебільшого залежала від Великої Британії щодо таких продуктів, як кава, цукор і тютюн . Створивши підприємства, присвячені експорту та імпорту цих та інших товарів, Німеччині більше не потрібно було платити високі тарифи, які британці стягували з неї. Не всі іммігранти були бізнесменами; деякі були вчителями, фермерами та кваліфікованими робітниками. 

## Ситуація в Європі 19 ст

### Економічна ситуація

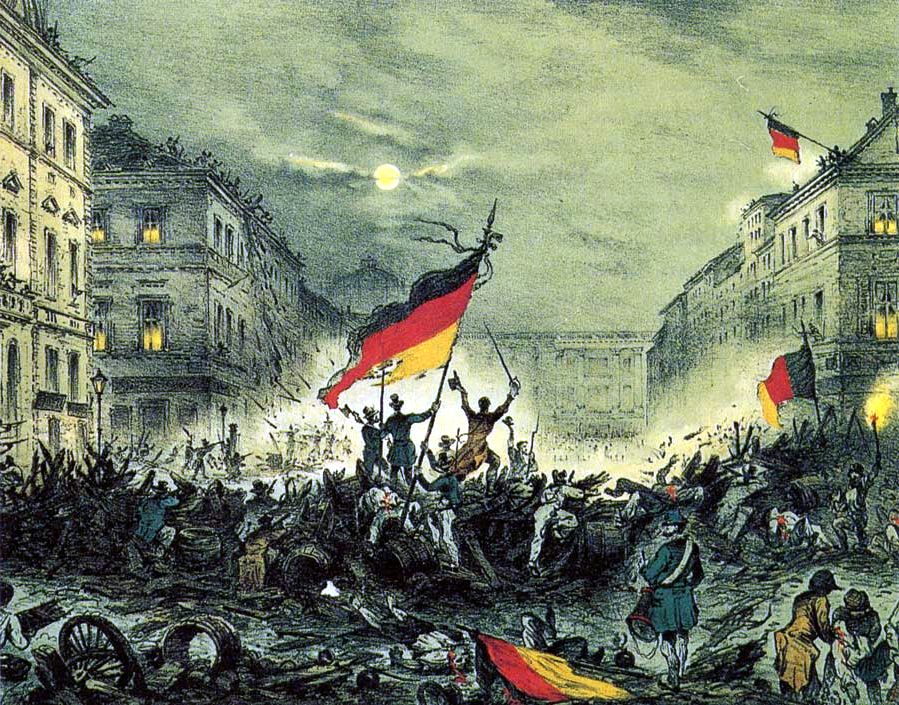
Підбадьорення революціонерів після боїв у березні 1848 року

Багато економічних і політичних змін відбулося в Європі протягом другої половини XVIII і початку XIX століття, зміни, які вплинули на життя мільйонів людей. Одна з цих змін відбулася з початком Другої промислової революції . Багато людей, які працювали на сільськогосподарських угіддях, покинули свої домівки та переїхали до великих промислово-розвинених міст з надією знайти краще оплачувану роботу. Ті, хто продовжував працювати в сільськогосподарському секторі, зазнали наслідків масового неврожаю, який стався внаслідок тривалих періодів посухи та хвороб, епідемії холери та загального погіршення економічних умов. Голод і безробіття зростали. 

### Політична ситуація
Європа також зіткнулася з низкою революційних рухів, відомих як Європейські революції 1848 року, які спалахнули на Сицилії, а потім були спровоковані Французькою революцією 1848 року. Незабаром у німецьких державах спалахнули революції 1848 року, що призвело до Франкфуртського парламенту . Зрештою, досить ненасильницькі «революції» провалилися. Розчаровані, багато німців іммігрували до Америки та Пуерто-Ріко, яких охрестили Сорок восьмими . Більшість із них походила з Ельзасу-Лотарингії, Бадена, Гессена, Рейнланду та Вюртемберга . 

## Іспанський королівський указ про благодаті

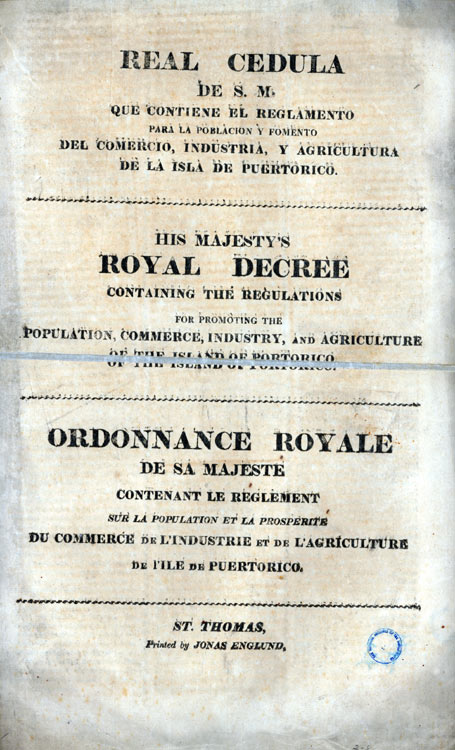
Королівський указ про благодаті, 1815 рік

Іспанська корона втратила більшість своїх володінь в Америці. Його двома колоніями, що залишилися, були Куба та Пуерто-Ріко, які вимагали більшої автономії та мали рухи за незалежність. Іспанська корона видала Королівський указ про благодаті (Real Cédula de Gracias), який був оприлюднений 10 серпня 1815 року, з наміром залучити на острови європейських поселенців, які не були іспанського походження. Іспанський уряд, вважаючи, що рухи за незалежність втратять свою популярність, надав землю та видав «Листи про місце проживання» німецьким, корсиканським, ірландським та французьким поселенцям, які присягнули на вірність іспанській короні та вірності Римсько-католицькій церкві . Через п'ять років поселенцям було надано «Лист про натуралізацію», що робило їх іспанськими підданими. 

## Релігійний вплив

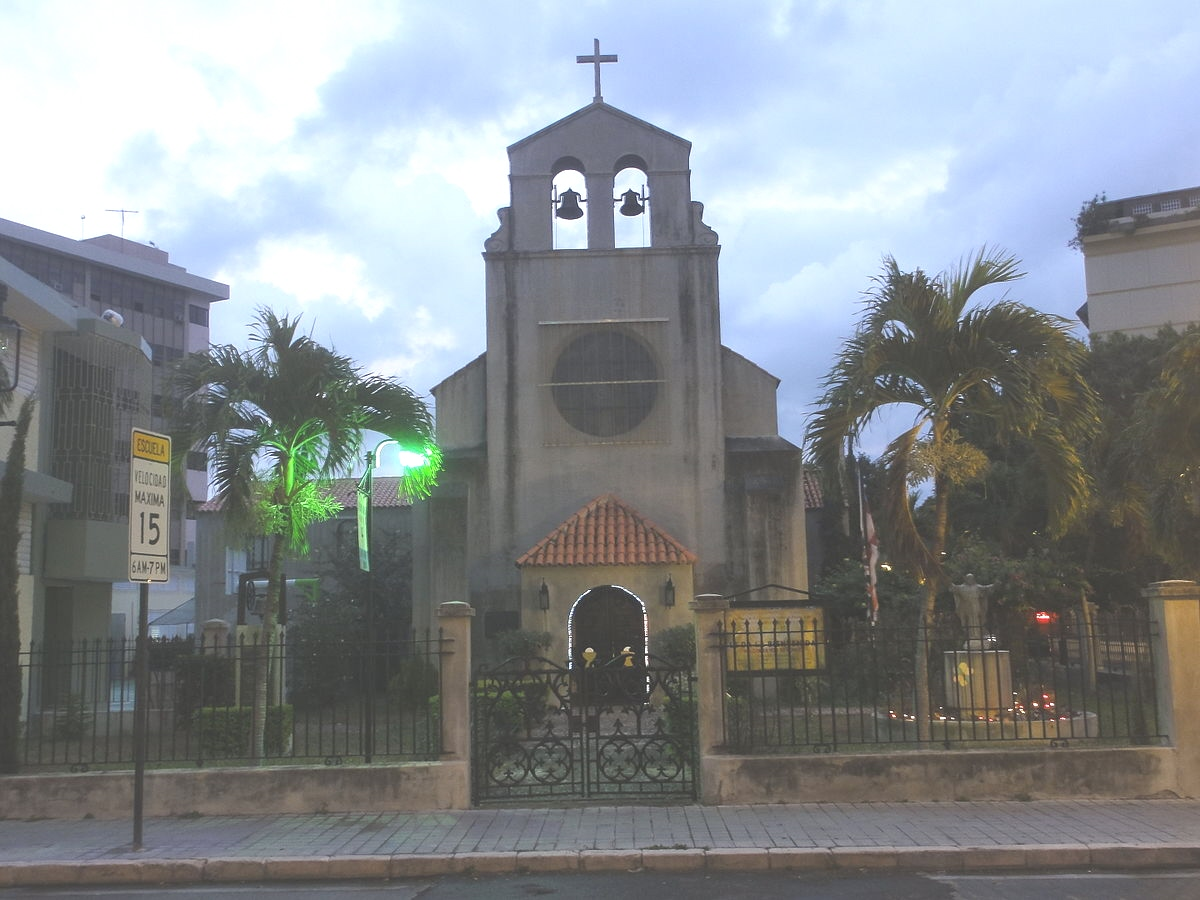
Свято-Троїцький храм Понс

На початку 19 століття німецькі іммігранти представили « різдвяну ялинку » в Америці.  Звичай прикрашати різдвяні ялинки в Пуерто-Ріко виник у місті Баямон у 1866 році, коли доктор Агустін Шталь прикрасив ялинку у своєму дворі. Жителі Баямона охрестили його дерево «El Árbol de Navidad del Doctor Stahl» (різдвяна ялинка доктора Шталя). 
У 1870 році іспанські суди прийняли «Acta de Culto Condicionado» (Закон про умовний культ), закон, який надавав право на релігійну свободу всім тим, хто бажав сповідувати іншу релігію, відмінну від католицької.
Англіканська церква, Iglesia de la Santísima Trinidad, була заснована німецькими та англійськими іммігрантами в Понсе в 1872 році. Серед перших засновників був Г. В. Вічер, який написав англіканському єпископу Антигуа В. В. Джексону з проханням іспаномовного священика для своєї церкви.  Церква, розташована на Калле Марина (вулиця Марина), була першою неримсько-католицькою церквою, заснованою в іспанських колоніях, і в даний час є діючою парафією, а також туристичною визначною пам'яткою. Альберт і Бетті Остром почали навчати пуерториканців для пасторського служіння в лютеранській церкві Пуерто-Ріко з 1905 по 1931 рік. 
Менонітська церква, яка розпочалася з анабаптистів у німецькомовній та голландськомовній частинах Центральної Європи в 16 столітті, також заснувала конгрегації в Пуерто-Ріко. Перша менонітська громада в Пуерто-Ріко під назвою Менонітська церква Віфанії (Бетанія) була заснована в 1946 році в Коамо, Пуерто-Ріко . Першим домом зборів була церква типу скинії, побудована в 1946 році, пастором якої був Поль Ловер. Він був замінений у 1949 році і до 1958 року налічував 111 членів.  У 1957 році в Каєї, Пуерто-Ріко, була побудована церква під назвою Менонітська церква Гуавате, яка замінила меншу структуру Менонітської церкви Гуавате, яка була заснована в 1954 році та зруйнована в 1956 році.
Є менонітська школа в Самміт Хілл і менонітська церква в Сан-Хуані. У місті Айбоніто пуерторіканські меноніти заснували свою першу лікарню та конференц-центр.  Станом на 1986 рік конференція налічувала 893 члени в 16 конгрегаціях із церквами в Понсе та Баямоні. 

## Німецька кухня

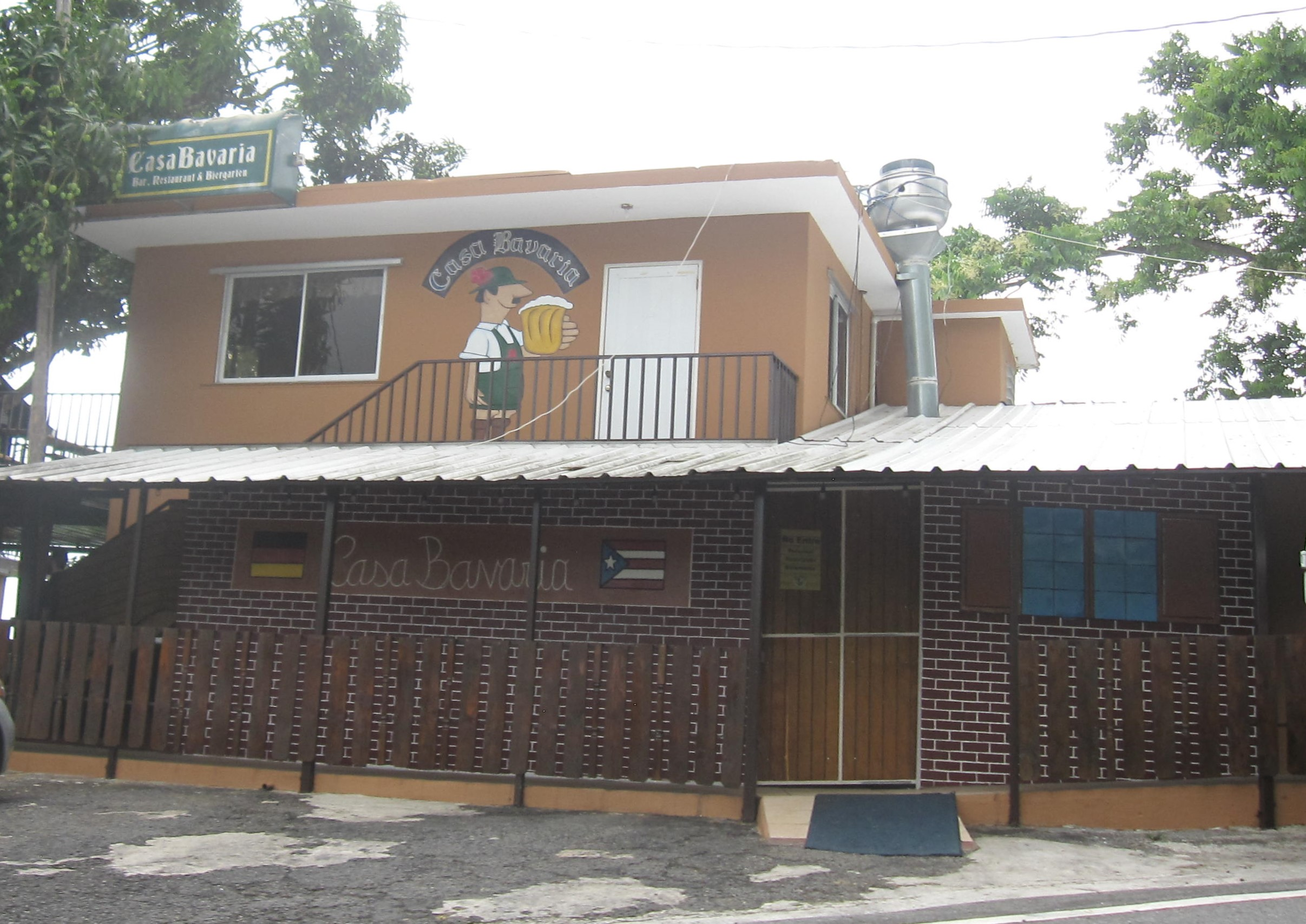
Casa Bavaria, німецький ресторан на PR-155 у Моровісі

Два комерційні заклади в Пуерто-Ріко стали місцями збору німецької громади Пуерто-Ріко; ресторан Zipperle's, якому більше ніж півстоліття, у Сан-Хуані  та ресторан Casa Bavaria, розташований у центральному гірському хребті ( Cordillera Central ) у Моровісі , який у 2009 році відвідав президент Білл Клінтон .  Пуерторикансько-німецьку кухню також можна знайти в німецькому ресторані Heidelberg Haus у Ріо-Гранде та Кароліні та в кафе Das Alpen у місті Рінкон .

## Вплив на економіку

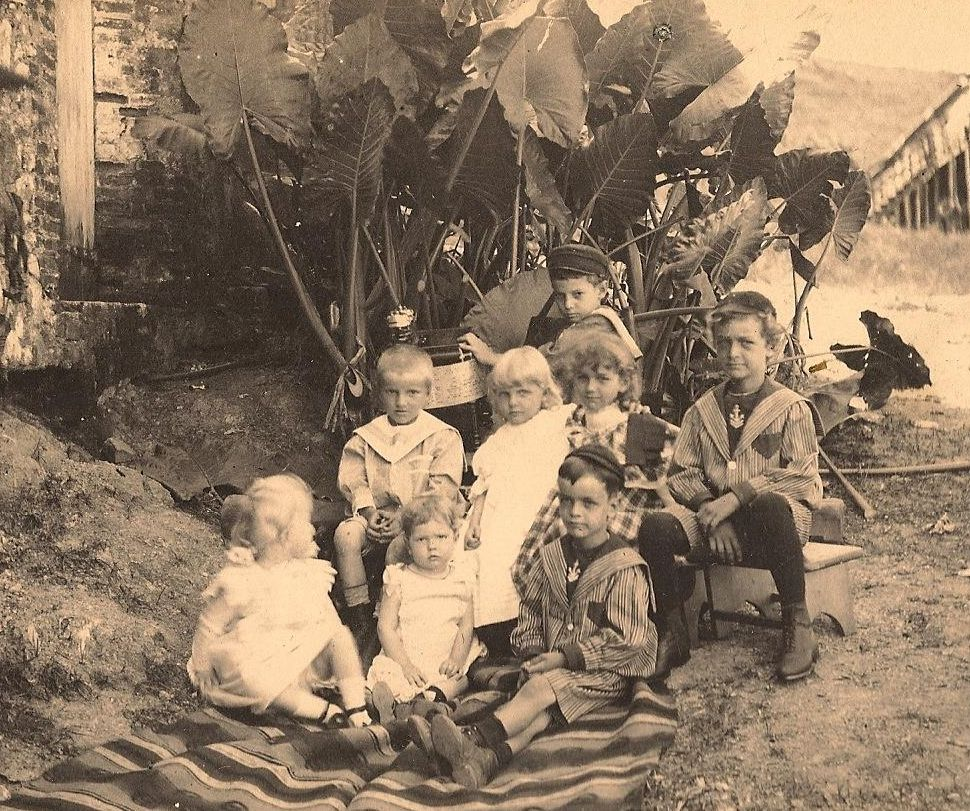
Діти Ріфколя та Вергеса з Маунабо, Пуерто-Ріко (бл. 1890-ті)

Нащадки перших іспанських поселенців володіли більшою частиною землі в прибережних районах. Найбільше в цих областях оселилися майоркінці, галісійці та баски з Піренейського півострова. Однак багато заможних німецьких іммігрантів також оселилися в цьому прибережному районі, де вони швидко створили успішний бізнес у прибережних містах Фахардо, Арройо, Понсе, Маягуес, Кабо-Рохо, Кебрадільяс, Рінкон, Аресібо та Агуаділья.
Інші німецькі іммігранти, які прибули до Пуерто-Ріко, щоб отримати безкоштовну землю, яку іспанський уряд запропонував згідно з іспанським королівським указом, оселилися в центральних гірських районах острова в таких містах, як Ад'юнтас, Айбоніто, Ларес, Утуадо, Сан-Себастьян та Ciales, серед іншого, де сьогодні перебувають їхні нащадки.
Багато з цих німецьких поселенців із внутрішніх островів заробили свої статки, вирощуючи великі сільськогосподарські підприємства в цьому секторі, а в деяких випадках стали власниками плантацій цукрової тростини та тютюну. Інші присвятили себе промисловості експорту риби в певних частинах Європи, наприклад у Скандинавії . Серед цих німецьких поселенців у Пуерто-Ріко був Йоганн Кіфенховер, який у 1832 році заснував школу в Сан-Хуані, тоді як інші німецькі поселенці, такі як Адольфо Раушенплатт, заснували підприємства з експорту цукрової тростини... 
У 1915 році німецький іммігрант на ім’я Вальтер Тішер одружився з Кармен Варгас Алайон і відкрив балетну школу в Сан-Хуані, яка існує й сьогодні. Серед інших німецьких компаній у Пуерто-Ріко — Mullenhoff & Korber, Frite, Lundt & Co., Max Meyer & Co., Feddersen Willenk & Co., Korber Group Inc. та багато інших. Одне з найбільших рекламних агентств Пуерто-Ріко було засновано нащадками Вільяма Корбера. 
На відміну від своїх співвітчизників, які оселилися в Сполучених Штатах або в набагато більших південноамериканських колоніальних форпостах у Бразилії та Аргентині в часто ізольованих і тісно згуртованих громадах, німецькі іммігранти, що прибули до Пуерто-Ріко, швидко переїхали, щоб одружитися з найзаможнішими родинами вищого класу. які вже були успішним класом підприємців на острові. Ці нащадки попередніх європейських іммігрантів (зазвичай із півострівних і приморських провінцій Іспанії, французького, голландського, баскського та ірландського походження) допомогли німецьким іммігрантам швидко адаптуватися до мови та звичаїв острова, таким чином інтегрувавшись у суспільство своєї нової батьківщини. 

## 20 століття
10 грудня 1898 року Пуерто-Ріко було передано Іспанією Сполученим Штатам згідно з умовами Паризького договору 1898 року, який завершив іспано-американську війну. Колишні іспанські військові бази були переведені до Сполучених Штатів, і багато американських солдатів німецько-американського походження (та інших європейських американців), дислокованих на острові, легко встановлювали соціальні контакти та дуже часто одружувалися з сім’ями середнього та вищого класів. заснували там свої домівки.
Після прийняття Закону Джонса 1917 року пуерториканці повинні були служити в збройних силах Сполучених Штатів. У результаті пуерториканці воювали в Німеччині під час Другої світової війни у складі 65-го піхотного полку Пуерто-Ріко та продовжували служити в Німеччині як члени регулярної армії після війни на військових базах по всій Німеччині.
Багато з цих пуерторіканських солдатів вільно розмовляли німецькою під час перебування там і дуже часто одружувалися з німкенями, які, як у випадку з доктором Урсулою Акостою, зрештою переїхали на острів зі своїми чоловіками-пуерториканцями. Доктор Урсула Акоста була психологом і професором на пенсії Університету Пуерто-Ріко в Маягуез . Будучи членом Пуерто-Ріканського генеалогічного товариства, вона вивчала та написала багато робіт з генеалогії та німецького впливу в Пуерто-Ріко. Серед її робіт такі: 
- Сім'ї Кабо Рохо, 1983 (з Давидом Енріке Куеста Камачо);
- Кабо-Рохо: нотатки до історії (з Антоніо «Мао» Рамосом Раміресом де Арельяно);
- Нові голоси давнини: П'ять століть історії культури Пуерто-Ріко, 1987;
- Кофресі та Дюкудрей: Двоє чоловіків на маргінесі історії, 1991.

До початку 20-го століття багато нащадків цих попередніх німецьких поселенців стали успішними та видатними бізнесменами, філантропами, педагогами/академіками, міжнародними підприємцями та вченими та були одними з піонерів телебачення, ЗМІ та журналістики в Пуерто-Ріко. сьогодні.

## Німецький вплив на пуерториканську та масову культуру

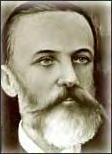
Доктор Агустін Шталь

Окрім видатної кар’єри в сільському господарстві та армії, пуерториканці німецького походження зробили багато інших вкладів у спосіб життя Пуерто-Ріко. Їхні внески можна знайти, але не обмежуються ними, у сферах освіти, торгівлі, політики, науки та розваг.
На політику Пуерто-Ріко вплинули внески таких політиків, як Федеріко Дегетау, Ервін Кісс,  Генрі Нойман, Кімберлі «Кіммі» Рашке,  Ларрі Сейлхамер Родрігес і президент сенату Пуерто-Ріко Томас Рівера Шатц . Карлос Велес Рікехофф, родич покійного Германа Рікехоффа, президента Олімпійського комітету Пуерто-Ріко, був президентом Нью-Йоркського відділення Націоналістичної партії Пуерто-Ріко в 1930-х роках. 
Пуерториканський вчений д-р. Агустін Шталь працював у галузі етнології, ботаніки та зоології .  Доктор Сіксто Гонсалес Едік був призначений директором обсерваторії Аресібо, найбільшого у світі радіотелескопа з однотарілкою. 
Два брати з родини Ріфколь зробили видатну військову кар’єру. Це були Фредерік Лоїс і Рудольф В. Ріфколь. Контр-адмірал Фредерік Лоїс Ріфколь, ВМС США, був першим пуерториканцем, який закінчив Військово-морську академію Сполучених Штатів, а під час Першої світової війни він також став першим пуерторіканцем, нагородженим Військово-морським хрестом.  Його брат, полковник Рудольф В. Ріфколь, армія США, відіграв важливу роль у допомозі народу Польщі подолати епідемію тифу 1919 року.  Генерал-майор Луїс Р. Естевес Фелкерс, армія США, став першим пуерториканцем та латиноамериканцем, який закінчив Військову академію Сполучених Штатів у 1915 році. Естевес Фелкерс також організував Національну гвардію Пуерто-Ріко.  Полковник Вірджил Р. Міллер, армія США, був полковим командиром 442-ї полкової бойової групи (RCT), підрозділу, який складався з «нісеїв» (друге покоління американців японського походження), під час Другої світової війни . Він очолював 442-й у порятунку загиблого техаського батальйону 36-ї піхотної дивізії в лісах гір Вогези на північному сході Франції.  Контр-адмірал Джордж Е. Маєр, ВМС США, був першим іспаномовним командиром Морського центру безпеки. Він керував міжнародними військово-морськими навчаннями, відомими як Baltic Operations (BALTOPS) 2003, зі свого флагманського корабля USS Vella Gulf (CG-72). Це був перший випадок за тридцятиоднорічну історію BALTOPS, коли в навчаннях брали участь об’єднані сухопутні війська Росії, Польщі, Данії та Сполучених Штатів. 

## Консульство Німеччини в Пуерто-Ріко
Федеративна Республіка Німеччина підтримує офіційну присутність у Пуерто-Ріко через призначення почесного консула, який підпадає під юрисдикцію Генерального консула Німеччини в Маямі. Нинішнім почесним консулом, призначеним на церемонії 2010 року за участю держсекретаря Пуерто-Ріко Кеннета МакКлінтока та генерального консула, є Ерік Стаббе. 

## Прізвища перших німецьких родин у Пуерто-Ріко
Німецький елемент у Пуерто-Ріко є дуже помітним, і німецькі прізвища, такі як Гергер і Ріккегоф, поширені на острові. Нижче наведені прізвища перших німецьких сімей, які оселилися в Пуерто-Ріко: 
| Прізвища перших німецьких родин у Пуерто-Ріко |
| Альбрехт, Ауербах, Бальтман, Беккер, Бен, Байдермаєр, Бей, Бозе, Брюкманн, Бругманн, Бультманн, Крістіансен, Дегенер, Дюрер, фон Айкен, Естронц, Ельверс, Фейрбах, Фрідріх, Фрітце, Фромм, Гансландт, Гаазе, Хансен (адапт. Янс), Хартманн, Гау, Хергер, Хоффман, Хол, Гольбейн, Кауфманн, Кляйбрінг, Кіфенховер, Коппель, Коппіш, Корбер, Краммер, Краус, Кюхлер, фон Купфершайн (адаптовано до Cofresí), Кустер, Ламейєр, Ландау, Ланге, Лассен, Лундт, Мейєр, Міллер, Міранде, Мюленхофф, Мюллер, Нойман, Німейєр, Нітше, Оберг, Оппенгейм, Оппенгеймер, Оверманн/Оберманн, Пітерсон, Поттарст, Рашке, Раушенплар, Райхард, Рейнхарт, Ремус, Ріккехофф, Ріфколь, Рерс, Роде, Роллер, Сандерс, Шиффер, Шімк, Шинк, Шмідт, Шнабель, Шомбург, Шредер, Шульце, Шумахер, Шпікер, Шталь, Штеффенс, Штеге, Штайнахер, Штраусманн, Штролінг, Штуббе, Тішер, Фойгт, Фелькерс, Фольмар, Фолькерманн, Ведштайн, Вайдеманн, Віхерс, Вільгельм, Вілленк, Віршинг, Вольф, Зайтер, Цвінгер. |

## Дивіться також
- Список пуерториканців
- Культурне розмаїття в Пуерто-Ріко
- Королівський указ про благодаті 1815 року
- Німецький союз

## Зовнішні посилання
- Німецька генеалогія: німці в Сполучених Штатах Америки
- Німецький вплив у Пуерто-Ріко
- Королівський указ про благодаті / Real Cedula

Шаблон:German Americans by locationШаблон:German diaspora